# V&A Dundee

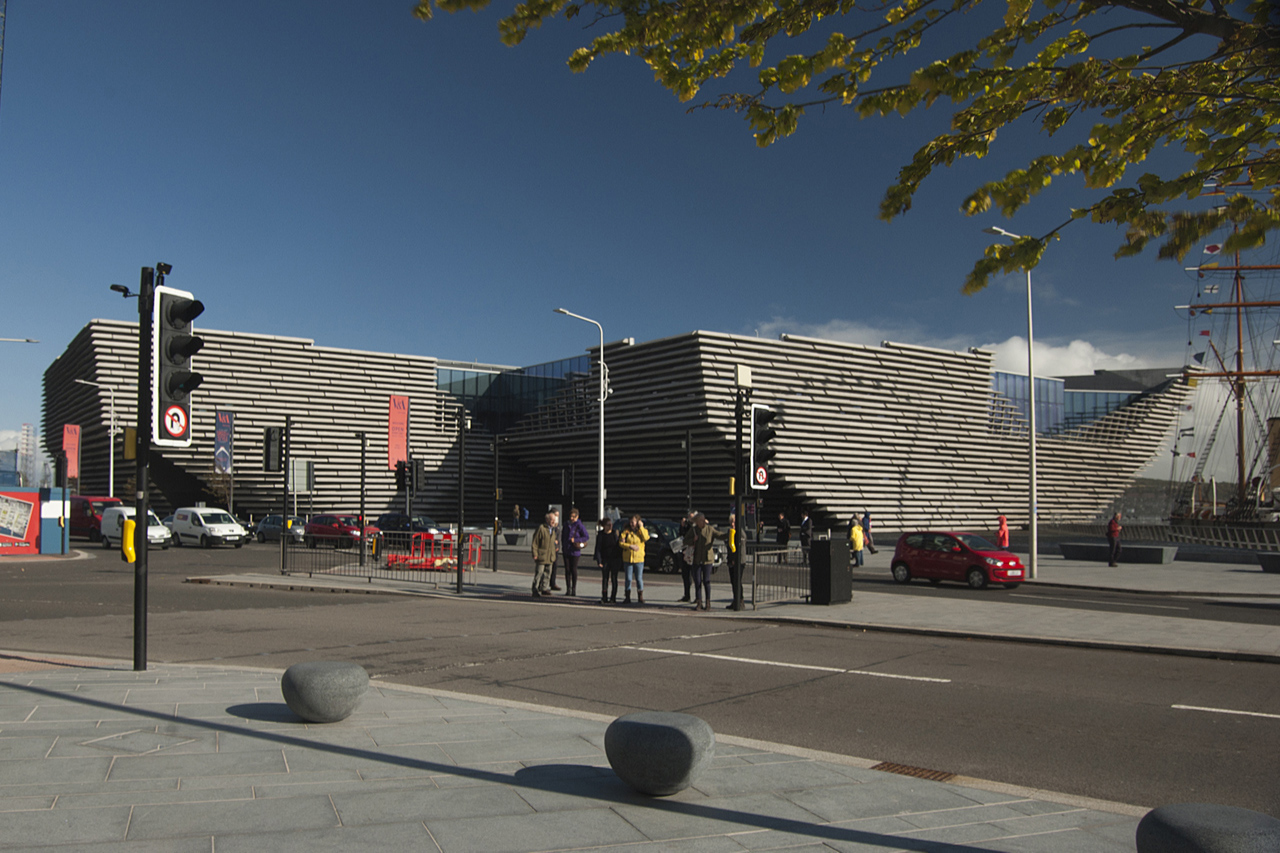
V&A Dundee.

V&A Dundee är ett designmuseum i Dundee i Skottland, invigt 15 september 2018. Det är en filial till Victoria and Albert Museum i London. V&A Dundee är det första designmuseet i Skottland och den första filialen till Victoria and Albert Museum utanför London. Det är också den första byggnaden i Storbritannien som ritats av den japanske arkitekten Kengo Kuma.